# Зграда хотела „Гранд” у Ваљеву
Зграда хотела „Гранд” у Ваљеву налази се у центру, на Тргу Живојина Мишића, у трговачкој улици Кнеза Милоша. Хотел се налази између зграде Народног музеја Ваљево и зграде старог Муселимовог конака, у којој је такође изложена музејска поставка. Уврштен је у листу заштићених споменика културе Републике Србије (ИД бр. СК 2167).

## Историја
Хотела „Гранд” налази се у центру града, код најпосећенијег места званог Крст, где је почињала и завршавала се ваљевска чаршија у којој се одвијала трговина, занатство и угоститељство. На овом месту почетком 19. века постојала је механа, уместо које је 1846. године трговац Танасије Даниловић саградио нову зграду са кафаном и собама за преноћиште. Трговац Р. Лазић из Ваљева купио је „Танасијеву кафану” и 1883. године, доградио зграду и назвао је „Гранд”. Репрезентативно здање, подигнуто према академским постулатима у духу еклектике по угледу на средњоевропске хотеле, било је савремено опремљено, чак и пумпама за воду допремљеним из Беча, уместо уобичајеним црпљењем из бунара. У приземљу је била смештена градска кафана, а на спрату собе за преноћиште. Током више од стопедесетогодишњег постојања, зграда је више пута обнављана и дограђивана, а опрема осавремењавана, али су сачувани академски еклектички архитектонски стил декоративни елементи на фасадама (наглашени угаони део са високом атиком украшеном стилизованом шкољком, вазом, маскероном; ритмично распоређени прозорски отвори спрата са декоративном пластиком, надвишени истакнутим тимпанонима, балустраде).

## Опште информације
У хотелу „Гранд” 1901. године отворена је прва ваљевска штампарија Димитрија А. Славујa. Неколико година касније у згради је отворена и прва ваљевска апотека Михаила Марковића. У згради је током 1914. године била смештена болница за рањене и заражене тифусом, али је за време окупације 1915. године поново у њој био хотел. После Првог светског рата хотел је био и место где су ваљевски лекари обављали прегледе болесника. Након завршетка Првог светског рата у хотелу је краће време радио биоскоп. То је било најпопуларније и најотменије место у граду за изласке, где су гостовали мађионичари, жонглери, еквилибристи и други забављачи. Актом среског начелства из 1936. године хотел „Гранд” је категорисан првом класом. Хотел „Гранд” је национализован 1948. године. Највеће преуређење било је 1960. године, када је главни улаз премештен са угла, отвор затворен и на ту површину је постављен мозаик са представом Сече кнезова, рад академског сликара Јала Јанковића. У једној од интервенција на уређењу ентеријера учествовао је и Зуко Џумхур. Последња реконструкција и доградња изведене су током 1987. и 1988. године, када је дозидано североисточно крило, према савременим стандардима, скинут мозаик и поново отворен главни портал на углу зграде чиме је враћен изворни изглед угаоног дела грађевине.